# 서김제 분기점
서김제 분기점(W.Gimje Junction, 서김제JC)은 전북특별자치도 김제시 만경읍 대동리에 설치될 예정인 서해안고속도로와 새만금포항고속도로가 만나는 분기점이다. 2025년 12월에 개통될 예정이다.

## 역사
- 2018년 10월 1일 : 분기점 신설을 위해 김제시 도시계획시설 교통광장에 만경읍 대동리 일원을 서김제 분기점으로 고시[1]

## 구조물 정보
- 위치 : 전북특별자치도 김제시 만경읍 대동리

## 접속하는 노선

### 무안・서울방면
- 서해안고속도로

### 김제・장수방면
- 새만금포항고속도로